# Грація (естетика)
Гра́ція — категорія естетичного, яка характеризує особливий вид краси. Виявляється у витонченій невимушеності й природності рухів, поз і ліній людського тіла. У античній міфології Граціями називали божества, які символізували вроду.
В античній міфології Граціями (Χάριτες) звали богинь вроди й чарівності, у християнській традиції поняття «gratia» (лат. «благодать») набуло сакрального значення милості та дару від Бога.

## У філософії
У Платона та Арістотеля краса фіксувалася через категорії пропорції й гармонії, водночас сутність «грації» визначалася через особливу м'якість ліній та ритмічність руху, що створює відчуття легкості й плавності.
У добу Середньовіччя поняття «gratia» переосмислилося в релігійному контексті як благодать — безоплатний дар божественної любові, що проникає всю дійсність і надає їй естетичної привабливості.
Самостійного естетичного значення «грація» набуває в епоху Відродження. Неоплатонічні мислителі (Марсіліо Фічіно, Джованні Піко делла Мірандола) описували грацію як «потаємний вид краси, що не піддається раціональному виміру». У трактатах естетиків Ренесансу «грація» означала динамічну гармонію, що виявляється не в статичних пропорціях, а в виразності руху та розвитку форми.
Фрідріх Шиллер у нарисі «Про грацію й гідність» (1793) розрізняв «Anmut» (грація) — вроджену легкість рухів і єдність природи з раціональним началом людини, й «Würde» (гідність) — прояв морального початку. В англійській традиції Вільям Гогарт у книзі «The Analysis of Beauty» (1753) виводить «Лінію краси» — S-подібну криву, що символізує живий рух і чарівність, та формулює шість принципів, серед яких важливими є різноманіття, простота й ритмічність, ключові властивості естетичної грації.